# Clito (gruppo musicale)
(Luisa Sax)
Le Clito sono state un gruppo punk rock formato a Milano nel 1977 e attivo fino a giugno 1980. Sebbene non abbiano mai inciso dei dischi (solo due brani registrati in studio e pubblicati dopo lo scioglimento), hanno avuto un ruolo fondamentale nella storia del punk, in quanto considerato il primo gruppo punk rock interamente femminile italiano.

## Storia
La band iniziò a suonare in una cantina di una casa occupata da sole donne, di proprietà della curia, in via Lanzone 32 a Milano, dove Gina già alloggiava e dove dapprima Daniela e poi anche Luisa andarono ad abitare. Continuò poi presso lo storico locale per donne Cicip e Ciciap nella sede in via Morigi, sempre a Milano. Il 23 febbraio del 1980 il gruppo partecipò al Festival punk di Treviso e qualche giorno dopo, alla manifestazione "Ritmicità", in Piazza Maggiore a Bologna, il giorno prima del concerto dei Clash. La loro prima esibizione pubblica avvenne durante il primo Festival Punk italiano alla Palazzina Liberty di Milano, organizzato da Francesco D'Abramo, DJ di Radio Popolare.
Venute in contatto con Gianni Sassi, il patron dell'etichetta Cramps Records, nel 1979 le Clito rifiutarono l'offerta di partecipare al progetto Rock '80 (un festival musicale al quale parteciparono alcune band punk che si svolse a febbraio del 1980). La proposta della casa discografica prevedeva un contratto di un anno per la realizzazione di un 45 giri con l'opzione di prolungamento per i cinque anni consecutivi, ma il gruppo rigettò l'offerta. Sette delle band che accettarono di partecipare al progetto - le milanesi Kandeggina Gang, Kaos Rock e X-Rated, le bolognesi Windopen e Skiantos, il gruppo romano Take Four Doses e al posto delle Clito il gruppo genovese Dirty Actions - incisero i loro singoli Orrore, Basta, basta, Blockhead Dance, Sei in banana dura, Fagioli, Vita di strada, Rosa shocking, in vinile colorato sull'omonimo album, diventando in questo modo i primi "classici" della stagione del punk italiano. Anche se infruttuoso, l'incontro nella sede della Cramps permise alla band di conoscere Demetrios Stratos, leader degli Area, per i quali le Clito parteciparono come coro alle registrazioni del brano Vodka Cola (che fa parte dell'album 1978: gli dei se ne vanno, gli arrabbiati restano). Fu lui che suggerì il nome della band.
Dopo il no alla Cramps, le Clito contattarono Oderso Rubini per un eventuale album con Italian Records. A Bologna incisero Se la vita è faticosa e Giangol, gli unici due singoli registrati in studio; l'album non uscì mai.
Come influenza musicali, dichiararono di trarre ispirazione da X-Ray Spex, Raincoats, The Slits, Nina Hagen, Generation X, Kleenex (diventate in seguito LiLiPUT), Patti Smith, Clash, Gaznevada, Poly Styrene, Devo, XTC e altri.

## Partecipazione al filmLa città delle donne
Nel 1979, alla ricerca di un gruppo femminile milanese per un'apparizione nel film La città delle donne, Federico Fellini chiamò le Clito a Roma. Le voleva truccate, vestite diversamente e con la coda, ma loro si rifiutarono e minacciarono di andarsene. Alla fine salirono sul palco girevole senza la coda e suonarono il loro brano. La scena venne poi abbondantemente tagliata dal film, così come la canzone. Una fotografia di scena apparve in seguito sul numero americano di Playboy.

## Cultura di massa
- Jessica Dainese dedica alle Clito un capitolo nella sezione Punk attitude del libro Le ragazze del rock. 40 anni di rock femminile in Italia, a cura di Oderso Rubini, pubblicato in Italia nel 2011 da Sonic Press.
- lo stesso fanno Fabrizio e Stefano Gilardino nel loro Il quaderno punk. 1979-1981. La nascita del nuovo rock italiano edito da Goodfellas e dato alla stampa nel 2018.
- vengono ricordate da Stefano Gilardino come "quintetto dedito ad un punk rock bizzarro e influenzato dagli X-Ray Specs, fortemente politicizzato e femminista"  nel suo libro La storia del punk pubblicato da Hoepli nel 2017[7].

## Formazione
- Ruby Scass (pseudonimo di Gina Mandola, voce)
- Norma Loyd (nome d'arte di Daniela Tosi, chitarra) - in seguito passerà alle Remote Control
- Klara Lux "Mannite" (Clara Lusardi, batteria)[12]
- Elettra Sax (pseudonimo di Luisa Vecchiet, sassofono)
- Olivia Jean Tonic (alias Eliana Gramegna, basso), bassista degli Aedi - in seguito suonerà con le Remote Control

## Discografia

### Singoli

#### In studio
- Se la vita è faticosa. Brano registrato nel 1980 e pubblicato da Spit/Fire e Goodfellas (nella compilation Various – Le Ragazze Del Rock - 40 Anni Di Gruppi Rock Femminili Italiani[13] del 2012 e da Spittle Record nel 2013 (su Italian Records - The Singles 7'' Collection (1980-1984)[14]) e nel 2018 (in Punk - 1979-1981 La Nascita Del Nuovo Rock Italiano[15]).
- Giangol[14]

#### Dal vivo
- Peste e colera (versione registrata dal vivo a Treviso nel 1979 e pubblicata da Spittle Records nel 2018 in Punk - 1979-1981 La Nascita Del Nuovo Rock Italiano[15]).
- Plasma
- Anna[16]
- Pescicani
- She's for Rent
- Bar sport
- Sevesamore

### Compilation

#### Singles Collection
- Clito, Bikini Records (17 novembre 2009). L'album contiene i brani Se la vita è faticosa, Giangol, Peste e colera e Plasma, disponibile sul servizio Amazon Music

#### Artisti vari
- Le ragazze del rock - 40 anni di gruppi rock femminili italiani, artisti vari, Spit/Fire e Goodfellas (2012)
- Italian Records - The Singles 7'' Collection (1980-1984), artisti vari, Spittle Records (2013)
- Punk - 1979-1981 La nascita del nuovo rock italiano, artisti vari, Spittle Records (2018)